# Oliver Anthony
Oliver Anthony, född 30 juni 1992, är en amerikansk countrymusiker från Farmville, Virginia, aktiv sedan 2021. Hans stora genombrott kom med låten "Rich Men North of Richmond" i augusti 2023. Efter ett starkt gensvar i amerikanska sociala medier debuterade låten på plats ett på amerikanska singellistan Billboard Hot 100, trots att Anthony därförinnan varit i princip helt okänd för den breda allmänheten. Oliver Anthony har beskrivit låten som en protest mot amerikanska politiker, såväl Demokratiska partiet som Republikanska partiet, och skriven för arbetarklassens hopplösa situation. Låten beskrevs snabbt som "populistisk", och plockades snabbt upp av konservativa amerikanska politiker, men Anthony har avfärdat att han med låten skulle stödja någon politisk sida. Den engelske artisten Billy Bragg skrev snabbt en kritisk artikel om låten i The Guardian Även i Sverige uppmärksammades låten i både positiva och negativa ordalag.